# Gabriele III di Costantinopoli
Gabriele III (in greco Γαβριήλ Γ΄?; Smirne, ... – Costantinopoli, 25 ottobre 1707) è stato un arcivescovo ortodosso greco, patriarca ecumenico di Costantinopoli dal 1702 alla sua morte.

## Biografia
Gabriel nacque a Smirne da genitori provenienti dall'isola di Andro e nel 1688 divenne metropolita di Calcedonia. Fu eletto Patriarca di Costantinopoli il 29 agosto 1702 e regnò fino alla sua morte. Durante il suo regno non riscontrò particolari problemi. 
Nel 1704 Gabriele condannò formalmente l'edizione del Nuovo Testamento in greco moderno tradotto da Serafino di Mitilene e curata a Londra nel 1703 dalla United Society Partners in the Gospel.  Il 5 marzo 1705 emise un ordine che proibiva agli studenti greci di studiare a Londra a causa di comportamenti scorretti. Nel 1706 pubblicò una lettera per condannare le dottrine cattoliche. 
Intervenne anche negli affari della Chiesa ortodossa di Cipro, deponendo Germano II di Cipro dopo le denunce della popolazione locale. Il metropolita melchita di Aleppo Atanasio Dabbas fu eletto da Gabriele come reggente arcivescovo di Cipro alla fine del 1705. Nel febbraio 1707, dopo il ritorno di Atanasio a Costantinopoli, Gabriele decretò come non canonica la consacrazione del nuovo arcivescovo Giacobbe II, che regnò fino al 1718. 
Per quanto riguarda la sua città natale Smirne, nel 1706 fondò lì una scuola dove insegnò lo studioso Adamantios Rysios. Gabriele morì a Costantinopoli il 25 ottobre 1707 e fu sepolto nel monastero di Kamariotissa sull'isola di Heybeliada. 